# NGC 4497
NGC 4497 (другие обозначения — IC 3452, UGC 7665, MCG 2-32-113, ZWG 70.145, VCC 1368, PGC 41457) — галактика в созвездии Дева.
Этот объект входит в число перечисленных в оригинальной редакции «Нового общего каталога».
В центральной части галактики преобладают звёзды возрастом 1,5-3 млрд. лет.